# Săpânța
Săpânța alte Schreibweise Săpînța [səpɨntsa] (ungarisch Szaplonca, slowakisch Sapunka, jiddisch Spinka oder Shpinka) ist eine Gemeinde im Kreis Maramureș in der historischen Region Komitat Máramaros in Rumänien.

## Geographische Lage
Săpânța liegt im Norden Rumäniens etwa ein Kilometer südlich des Oberlaufs der Theiß, in der historischen Region Maramuresch (Komitat Máramaros). Am Drum național 19 befindet sich der Ort ca. 20 Kilometer nordwestlich von Sighetu Marmației; die Kreishauptstadt Baia Mare (Frauenbach) liegt etwa 80 Kilometer (35 km Luftlinie) südlich von Săpânța entfernt.

## Sehenswürdigkeiten
- Der Ort ist bekannt für den „Fröhlichen Friedhof“ (Cimitirul Vesel), auf dem der örtliche Künstler Stan Ioan Pătraș über Jahrzehnte die traditionellen hölzernen Grabstelen mit handgemalten Bildern der Verstorbenen und Versen zu ihrem Leben gestaltet hat.[3]

- Am Ortsrand von Săpânța wird seit dem Beginn des 3. Jahrtausends das Peri-Kloster Sfântul Arhanghel Mihail errichtet. Seine Kirche, von 1997 bis 2003 errichtet, soll mit 75 m die höchste Stabkirche Europas sein.[4]

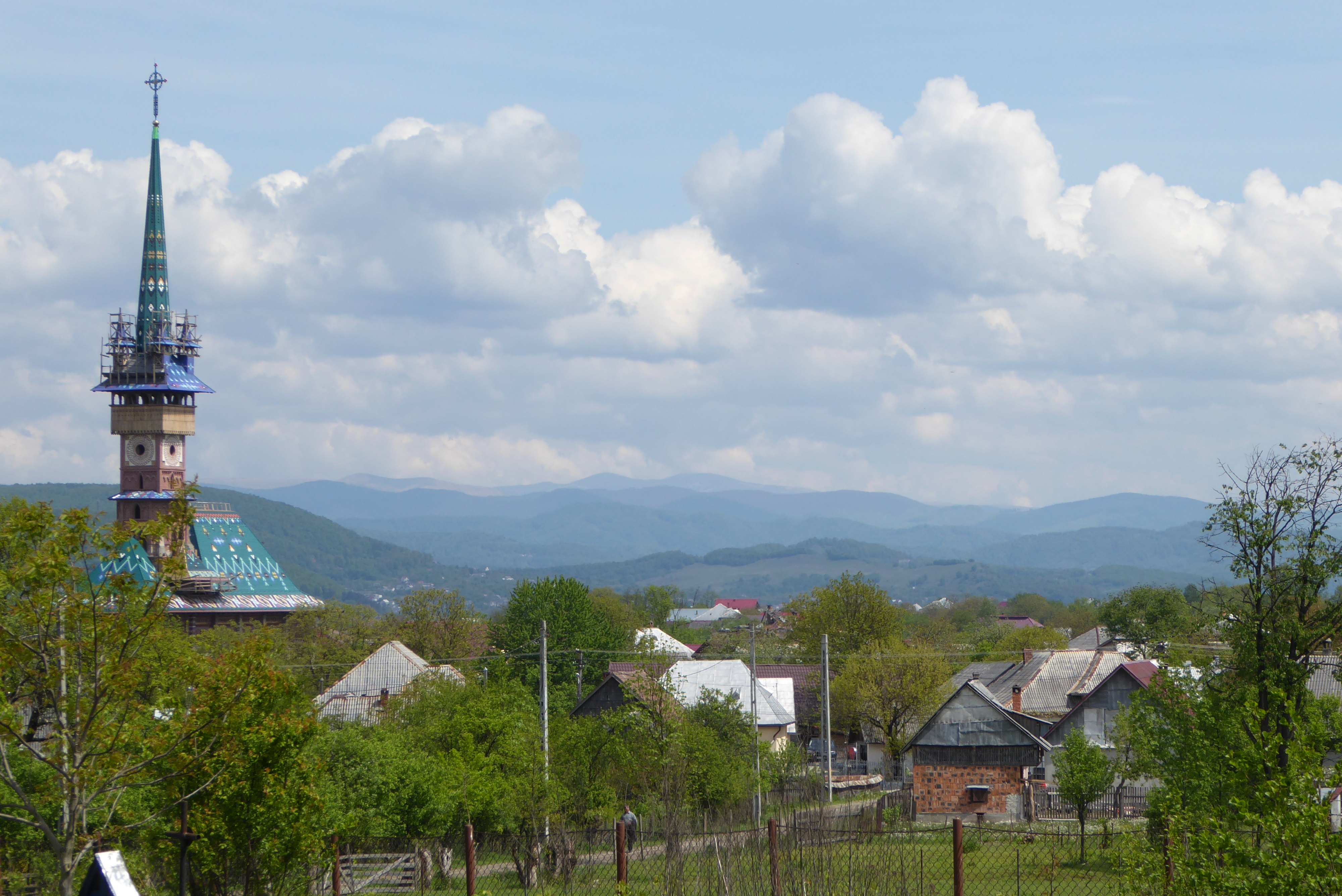
Sicht auf den Ort
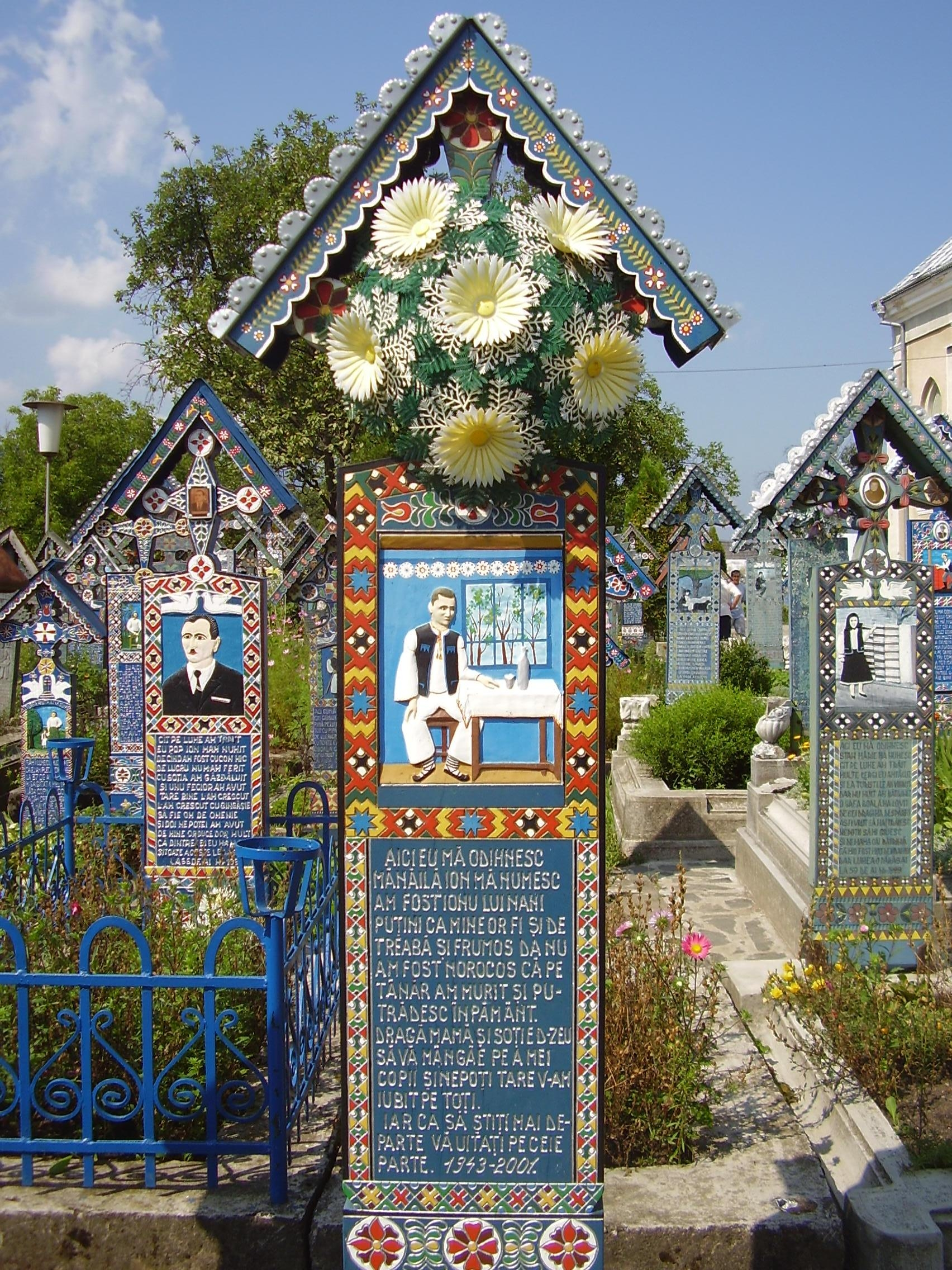
Grabstelen auf dem "Fröhlichen Friedhof"
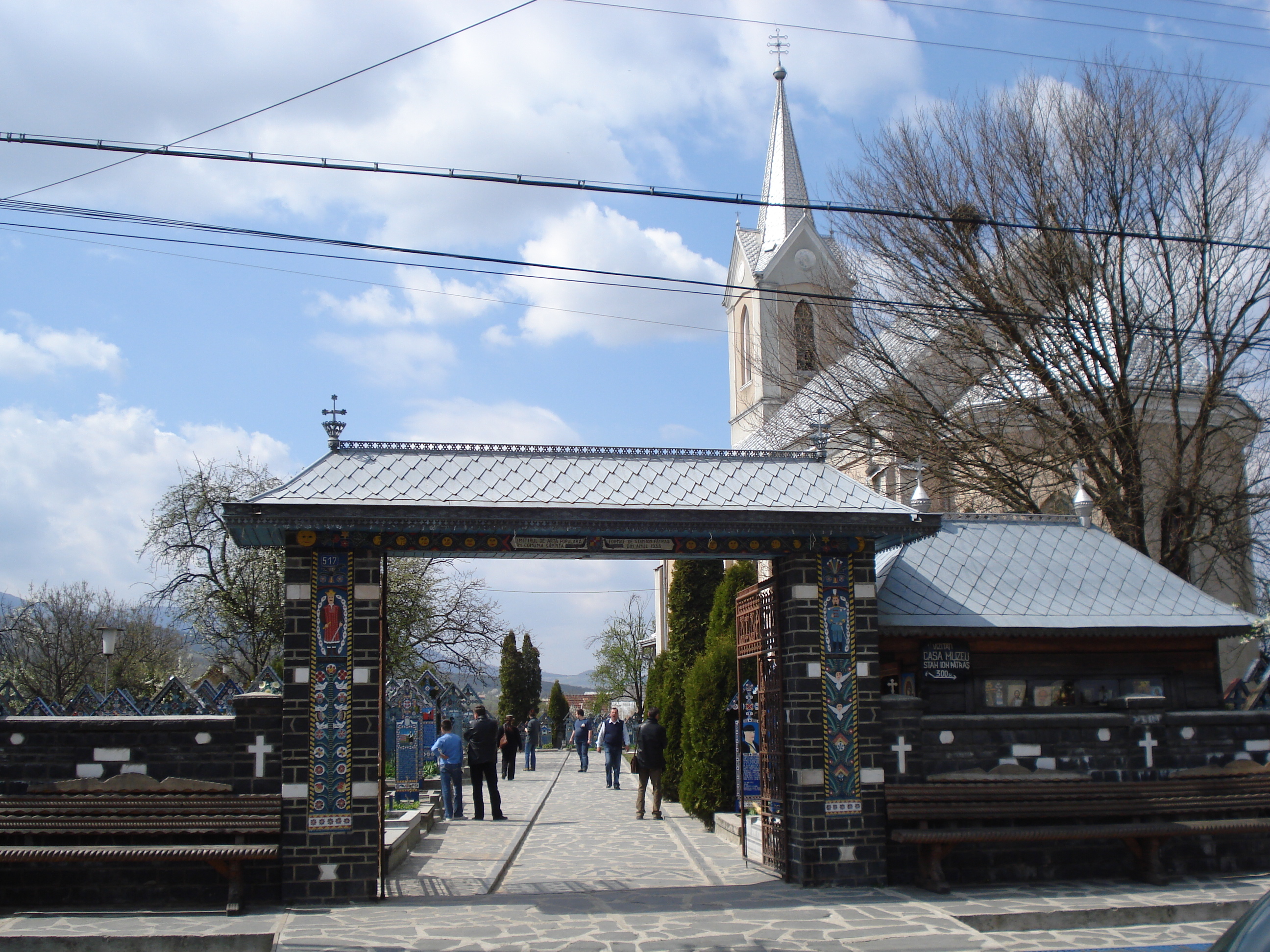
Eingang des "Fröhlichen Friedhofs"
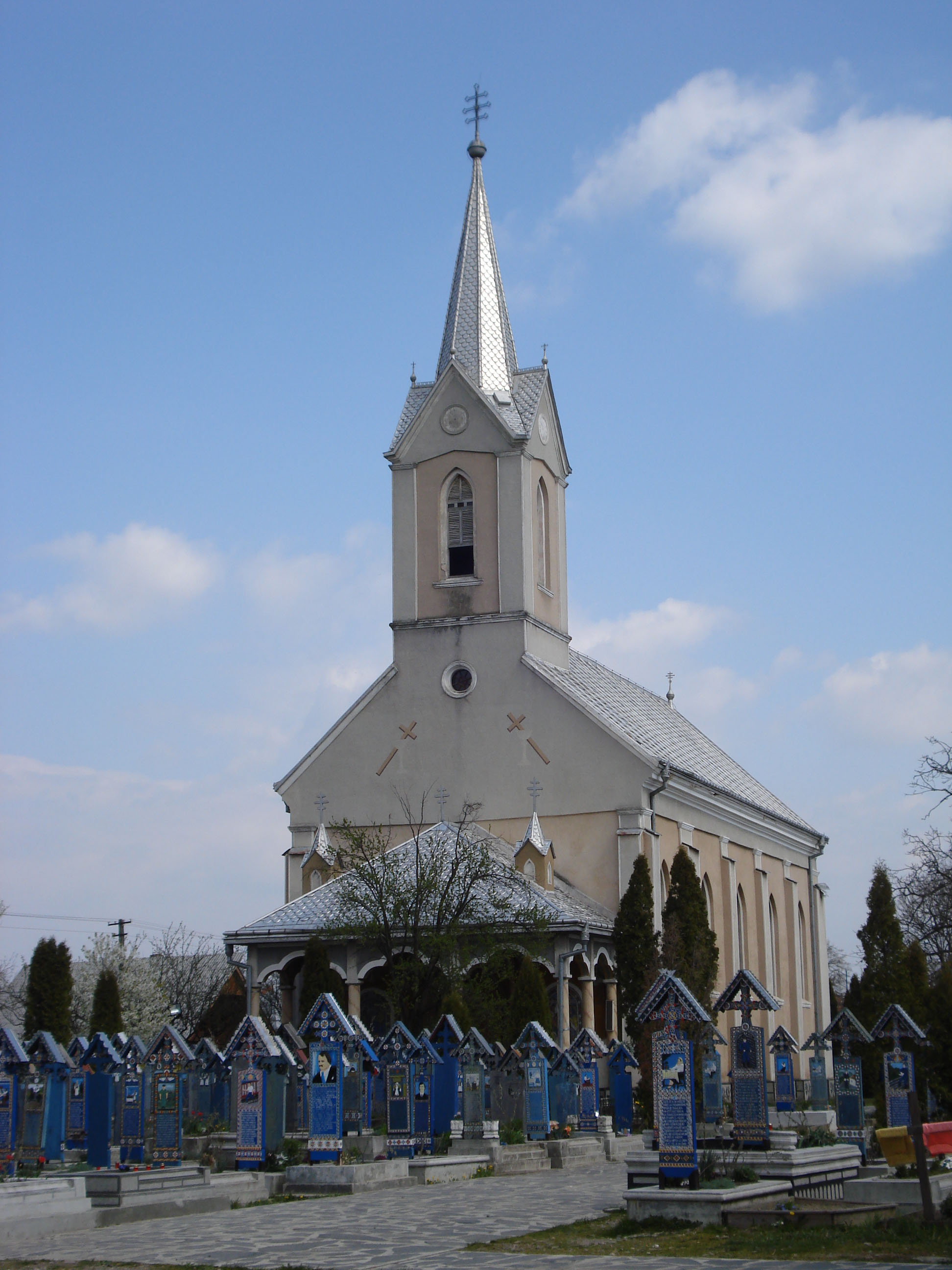
Kirche im "Fröhlichen Friedhof"